# الجزيرة مباشر
قناة الجزيرة مباشر(بالإنجليزية: Al Jazeera Mubasher)‏ قناة ناطقة بالعربية تبث الأحداث مباشرة على مدار الساعة، تمّ إطلاقها في 14 أبريل 2005، وهدفها التواصل مع متابعيها عبر مختلف مواقع التواصل الاجتماعي واتساب وتويتر وفايسبوك.
تنقل الجزيرة مباشر الأخبار والأحداث الحية كالمؤتمرات الصحفية التي يعقدها رؤساء الدول ووزرائها، والندوات التي تقيمها الأحزاب السياسية، والأحداث الحية الأخرى في العالم. وهي تعد الأولى من نوعها في العالم العربي.

## الأهداف
تهدف هذه القناة إلى تقديم برامج الأخبار والأحداث الحية كالمؤتمرات والندوات الصحفية للمشاهد العربي تتناول مواضيع شتى في الأحداث العلمية والتاريخية والسياسية والفنية والفن على مدار الساعة. وترمي هذه القناة إلى:
- تغطية المؤتمرات والأحداث المباشرة والقضايا ذات الاهتمام في جميع أنحاء العالم.
- تأصيل العمل الإعلامي على أسس علمية منهجية.
- تعميق الوعي بالإعلام ورسالته ودوره في مجالات الحياة المختلفة.
- مواكبة التطورات الإعلامية المختلفة على المستويين النظري والتطبيقي و حقيقيه ولا تنشر اي شيء الى اذا تأكد اذ اشاعه او لا.

## الفكرة والرؤية
جاءت فكرة هذة القناة من كون قناة الجزيرة كقناة خدمية إخبارية تقدم الأحداث لحظة وقوعها.تنسجم رؤية قناة الجزيرة مباشر مع الرؤية العامة التي أرستها شبكة الجزيرة، والتي تهدف إلى تقديم خدمة إعلامية وتلتزم بميثاق الشرف الصحفي.
تتضمن شاشة قناة الجزيرة مباشر خمسة أضلاع: المعلوماتية، التوعوية، الثقافية، الإخبارية، الأحداث اللحظية.
- المعلوماتية: تقديم معلومات جديدة للمشاهدين في المجالات المختلفة.
- التوعوية: المساهمة في إنماء الوعي الثقافي والحضاري للمشاهد والمساهمة في تثبيت هويته الخاصة النابعة من ثقافته وتراثه والخلق الدينى.
- الثقافية: رفع الوعي بالآخر وما يدور حول الجمهور من عوالم وأفكار وسياسات وديانات وتطورات في هذا العالم السريع الحركة.
- الإخبارية: وهي الصياغة الإخبارية والجودة العالمية المطلوبة في تقديم خدمة إخبارية لحظة وقوعها.
- الأحداث اللحظية: وهي الارتقاء بمستوى مدى تغطية الأحداث كالمؤتمرات والندوات لحظة حدوثها.

## ترددات القناة
| الساتل Satellite       | نايل سات Nilesat الدرجة 7.0°W | هوتبيرد Hotbird الدرجة 13°E | عربسات Badr 4 Arabsat الدرجة 26.0°E |
| ---------------------- | ----------------------------- | --------------------------- | ----------------------------------- |
| Frequency التردد       | 10971 MHZ                     |                             | 12034 Mhz                           |
| Polarization الاستقطاب | v                             | Vertical                    | Horizontal                          |
| Symbol Rate الترميز    | 27500                         | 27500                       | 27500                               |
| Fec التصويب            | ¾                             | ¾                           | ¾                                   |

## ندوات ومؤتمرات بثت على الجزيرة مباشر
- ندوات بثت عبر قناة الجزيرة مباشر
- ندوة على الجزيرة مباشر عن الطفرة النفطية
- ندوة للجزيرة: انتصرت غزة وفشل العدوان
- مركز الجزيرة للدراسات يطلق موقعه على شبكة الإنترنت
- أوراق وورش عمل لشبكة الجزيرة